# Lesmiëgan
Il Lesmiëgan (in russo Лесмиёган?) è un fiume della Russia siberiana occidentale, affluente di destra della Synja (bacino idrografico dell'Ob'). Scorre nel Šuryškarskij rajon del Circondario autonomo Jamalo-Nenec.
Il fiume ha origine dalla palude Lesmiegan"jankalma nel bassopiano della Siberia occidentale; scorre in direzione prevalentemente nord-orientale e sfocia nella Synja a 60 km dalla foce. La lunghezza del fiume è di 178 km, il bacino imbrifero è di 2 070 km². Il maggior affluente è l'Artem'van'ju (lungo 57 km) proveniente dalla destra idrografica.
Non ci sono insediamenti lungo il suo corso. Il villaggio di Jamgort si trova alla sua foce lungo la sponda opposta della Synja.